# Hans Wagner (bobbista)
Hans Wagner (Neubeuern, 6 ottobre 1949) è un bobbista tedesco.

## Biografia
Viene ricordato come vincitore di una medaglia d'oro nella sua disciplina, vittoria ottenuta ai mondiali del 1979 (edizione tenutasi a Königssee, Germania) insieme ai suoi connazionali Dieter Gebard, Heinz Busche e Stefan Gaisreiter
Nell'edizione l'argento andò all'altra nazionale tedesca, il bronzo alla svizzera.